# Bohemund VII.
Bohemund VII. (umro 19. listopada 1287.), grof Tripolija od 1275. do 1287. Sin Bohemunda VI. i Sibile, sestre armenskog kralja Lava III. Postao je grofom Tripolija 1275., a majka mu je postala regent. Imao je problema s templarima koji su se utvrdili u Tripoliju. Uzalud je pokušavao ponovno osvojiti Antiohiju, nakon smrti sultana Baibarsa (1277.), koji ju je 1268. preoteo od Bohemundova oca. U samoj godini svoje smrti izgubio je Laodiceju (današnju Latakiju u Siriji), koju je zauzeo egipatski sultan, Baibarsov nasljednik Al-Said Barakah. Dvije godine nakon Bohemundove smrti i Tripoli je pao pod vlast egipatskog sultana.